# Steinenbrücke
Die Ortschaft Steinenbrücke ist ein Ortsteil der Gemeinde Lindlar im Oberbergischen Kreis im Regierungsbezirk Köln in Nordrhein-Westfalen (Deutschland).

## Lage
Steinenbrücke liegt nordöstlich von Lindlar zwischen Hartegasse und Frielingsdorf an den Landesstraßen 284 und L97. Steinenbrücke ist städtebaulich mit Hartegasse und Kapellensüng verwachsen. Eine Nachbarortschaft ist Brochhagen. Die Lindlarer Sülz fließt südlich am Ort vorbei.

## Geschichte
Der Ort wurde 1334 das erste Mal als steynbrucgen erwähnt.

## Wirtschaft und Industrie
Das vorherrschende Gewerbe in Steinenbrücke liegt im Bereich des Kfz-Gewerbes.

## Busverbindungen
Haltestelle Steinenbrücke:
- 332 Wipperfürth – Lindlar – Remshagen – Engelskirchen Bf. (OVAG)
- 335 Frielingsdorf – Hartegasse / Fenke – Lindlar – Linde – Biesfeld – Dürscheid – Herkenrath – Sand – Bergisch Gladbach (S) (OVAG)